# Firmat
Firmat – miasto w Argentynie w prowincji Santa Fe.
W 2010 roku miasto liczyło 19,7 tys. mieszkańców.